# Scheme Birds
Scheme Birds är en svensk-brittisk dokumentärfilm från 2019. Filmen är regisserad av Ellen Fiske och Ellinor Hallin. Fiske och Hallin har också svarat för manus.
Coronaåret 2020 bidrog till att filmen först visades på ett antal filmfestivaler där den ofta nominerades och prisbelönades innan den svenska premiären ägde rum den 24 september 2020 i SVT (tillsammans med sex månader i SVT Play).
Filmen vann pris för bästa dokumentärfilm och Fiske och Hallin fick pris för bästa nykomlingar som dokumentärfilmsregissörer vid Tribecca Filmfestivalen 2019. I december 2020 blev Scheme Birds nominerad till en guldbagge och därmed Ellen Fiskes andra guldbaggenominering i i dokumentärfilmsklassen (tillsammans med Josefin & Florin). Filmen är även nominerad till Bästa film.

## Handling
Filmen handlar om 18-åriga tjejen Gemma. Hon bor i den skotska staden Motherwell en gång känd för sin stålindustri, men när stålverken fick läggas ned drabbades många av arbetslöshet och staden har inte hämtat sig. Gemma som bor hos sin farfar vill bort från livet som  präglas av slagsmål och alkohol. När Gemma blir gravid ser hon chansen att starta om på nytt.